# In My Mind
In My Mind — дебютний студійний альбом американського виконавця Фаррелла Вільямса, випущений 25 липня 2006 року на лейблах Star Trak Entertainment, Virgin Records і Interscope Records. Він отримав номінацію на найкращий реп-альбом на 49-й щорічній церемонії вручення премії «Греммі». In My Mind отримав загалом неоднозначні відгуки критиків через доволі нудне наповнення альбому.

## Історія створення
Фаррелл Вільямс випустив свій дебютний сингл «Frontin'» за участю Jay-Z у червні 2003 року. Незважаючи на наполягання на тому, що сингл був одноразовим і що Фаррелл був суто продюсером, а не виконавцем, було оголошено, що він випустить власний студійний альбом. In My Mind включає три вже раніше випущені сингли «Can I Have It Like That» (за участю Гвен Стефані), «Angel» і «Number One» (за участю Каньє Веста), а також гостьові участі Jay-Z, Nelly, Slim Thug, Snoop Dogg, Лорен Лондон, Джеймі Каллума та Pusha T. Спочатку вихід був запланований на 15 листопада 2005 року, але випуск був перенесений прохання Фаррелла. В інтерв'ю про затримку він заявив, що відчуває, що альбом потребує додаткової роботи. Зрештою, альбом було випущено 25 липня 2006 року.

## Комерційний успіх
In My Mind дебютував на третьому місці в чарті Billboard 200, продавши 142 000 копій за перший тиждень. Альбом опустився до дев’ятого місця на другому тижні, продавши додатково 51 000 одиниць, а загалом за два тижні було продано 193 000 копій. Станом на березень 2014 року було продано 406 000 копій у Сполучених Штатах. У всьому світі було продано 2 889 025 копій альбому.

## Список композицій
- Усі пісні спродюсовані Фарреллом Вільямсом[17].

| #   | Назва                                                                    | Автор                                  | Тривалість |
| --- | ------------------------------------------------------------------------ | -------------------------------------- | ---------- |
| 1.  | «Can I Have It Like That» (за участю Гвен Стефані)                       | Pharrell Williams                      | 3:55       |
| 2.  | «How Does It Feel?»                                                      | Pharrell Williams                      | 3:36       |
| 3.  | «Raspy Shit»                                                             | Pharrell Williams                      | 3:35       |
| 4.  | «Best Friend»                                                            | Pharrell Williams                      | 4:41       |
| 5.  | «You Can Do It Too» (за участю Джеймі Каллума)                           | Pharrell Williams                      | 5:22       |
| 6.  | «Keep It Playa» (за участю Slim Thug)                                    | Pharrell Williams, Stayve Thomas       | 4:19       |
| 7.  | «That Girl» (за участю Snoop Dogg та Чарлі Вілсона)                      | Pharrell Williams, Calvin Broadus, Jr. | 4:01       |
| 8.  | «Angel»                                                                  | Pharrell Williams                      | 2:45       |
| 9.  | «Young Girl"/"I Really Like You» (за участю Jay-Z)                       | Pharrell Williams, Shawn Carter        | 8:14       |
| 10. | «Take It Off (Dim the Lights)»                                           | Pharrell Williams                      | 4:07       |
| 11. | «Stay with Me» (за участю Pusha T)                                       | Pharrell Williams, Terrence Thornton   | 4:07       |
| 12. | «Baby» (за участю Nelly)                                                 | Pharrell Williams, Cornell Haynes, Jr. | 4:06       |
| 13. | «Our Father»                                                             | Pharrell Williams                      | 3:27       |
| 14. | «Number One» (за участю Каньє Веста)                                     | Pharrell Williams, Kanye West          | 3:57       |
| 15. | «Skateboard P Presents: Show You How to Hustle» (за участю Лорен Лондон) | Pharrell Williams                      | 4:14       |
| 16. | «Swagger International» (японський бонус-трек)                           | Pharrell Williams                      | 4:14       |

## Чарти

### Щотижневі чарти
| Чарт (2006)                                          | Пікова позиція |
| ---------------------------------------------------- | -------------- |
| Австралія Australian Albums (ARIA)                   | 15             |
| Австрія Austrian Albums (Ö3 Austria)                 | 41             |
| Бельгія Belgian Albums (Ultratop Flanders)           | 5              |
| Бельгія Belgian Albums (Ultratop Wallonia)           | 28             |
| Канада Canadian Albums (Billboard)                   | 8              |
| Данія Danish Albums (Hitlisten)                      | 21             |
| Нідерланди Dutch Albums (MegaCharts)                 | 3              |
| Фінляндія Finnish Albums (Suomen virallinen lista)   | 27             |
| Франція French Albums (SNEP)                         | 29             |
| Німеччина German Albums (Media Control)              | 14             |
| Ірландія Irish Albums (IRMA)                         | 21             |
| Італія Italian Albums (FIMI)                         | 12             |
| Японія Japanese Albums (Oricon)                      | 8              |
| Нова Зеландія New Zealand Albums (Recorded Music NZ) | 13             |
| Норвегія Norwegian Albums (VG-lista)                 | 9              |
| Шотландія Scottish Albums (OCC)                      | 12             |
| Швеція Swedish Albums (Sverigetopplistan)            | 34             |
| Швейцарія Swiss Albums (Schweizer Hitparade)         | 5              |
| Велика Британія UK Albums (OCC)                      | 7              |
| Велика Британія UK R&B Albums (OCC)                  | 1              |
| США Billboard 200                                    | 3              |
| США Top R&B/Hip-Hop Albums (Billboard)               | 2              |

### Річні чарти
| Чарт (2006)                            | Позиція |
| -------------------------------------- | ------- |
| США Billboard 200                      | 190     |
| США Top R&B/Hip-Hop Albums (Billboard) | 51      |